# Provincia de Marañón
La provincia del Marañón es una de las once qué conforman la región de Huánuco; en el centro del Perú. Limita por el norte con el departamento de La Libertad y con el departamento de San Martín, por el este con la provincia de Leoncio Prado, por el sur con la provincia de Huacaybamba y por el oeste con el departamento de Áncash.
Desde el punto de vista jerárquico de la Iglesia católica, forma parte de la diócesis de Huari, sufragánea de la arquidiócesis de Trujillo.

## Etimología
La provincia toma el nombre del río Marañón que nace de la unión del río Lauricocha y el río Nupe en la provincia de Lauricocha y que atraviesa los ramales central y occidental de la cordillera de los Andes. El río Marañón separa el territorio del departamento de Huánuco del de Áncash. Según el historiador José Varallanos, «El nombre indígena del río fue Tungurahua (Tunkurawa)». Hasta mediados del siglo XVI se le conoció con el nombre de Bracamoros, como informa Aguilar y de Córdoba; y hasta fines del mencionado siglo se le llamó Marañón al actual río Amazonas. Unos afirman que el nombre Marañón, proviene de maraña, por lo laberintoso de su cauce; y otros creen que es del apellido del español que lo descubrió. Para otros estudiosos Marañón significaría 'territorio inmensamente desordenado', 'espesura de vegetación', 'variedad de vegetales' o también del árbol llamado marañón, perteneciente a la familia de las anacardiáceas, de 4 a 5 m de altura, de tronco torcido y de madera blanca, hojas ovaladas, de color amarillo rojizo, lisas y coriáceas, flores en panojas terminales, y cuyo fruto es sostenido por un pedúnculo grueso en forma de pera, es una nuez de cubierta cáustica y almendra comestible —como lo dice DRAE—.

## Historia

### Preínca
Existen teorías sobre el origen del poblador marañonense, entre las que destacan:
- 1. Presencia migratoria de la civilización chavín (Julio C. Tello- Santiago Antúnez de Mayolo, Donato Amador Híjar).

- 2. Presencia migratoria del reino Yarowilca (José Vara Llanos).

- 3. Presencia migratoria de las tribus de la floresta (Louis Longlois-Paul Rivet).

- 4. Fusión de grupos selváticos con pueblos aborígenes (Límber Rivera).

Estas formulaciones hipotéticas encierran referencias necesarias e importantes para comprender el desarrollo histórico de la provincia de Marañón. Pero carecen de estudios e investigaciones fehacientes. El explorador francés Bertrand Flornoy afirma que la «Región del Alto Marañón es una increíble riqueza arqueológica... El Alto Marañón debe ser una de las más antiguos centros de población del Perú, crisol donde se han formado y desarrollado las más remotas civilizaciones andinas». Como prueba de la presencia de los primeros hombres del periodo lítico en suelo marañonense están las pinturas rupestres de las cuevas de Ucurragra —Uku-raqra—, en los abrigos naturales que hay en la laguna de Ushuraq y medio de centenar más en todo el ámbito de la provincia, donde se ven escenas de caza, actividad a que se dedicó el antiguo habitante durante el periodo precerámico. La dieta alimenticia era a base de carne de venado-lluytsu-, peces-challwa-, frutos-muru- y raíces-hawa-; como residencia usó las cuevas y como vestimenta, las pieles de los animales que cazaba; superando el estado primitivo, desarrolla una agricultura incipiente, domestica algunos animales e incursiona a la alfarería; a base de esta actividad se forman los huacrachucos propiamente dichos, formada por tribus belicosas.
Sin embargo, todas las afirmaciones sobre el particular se desprenden de la narración oral, repetida de generación en generación, convertida así en expresión representativa del acervo tradicional de los huacrachucos: «Los huacrachucos surgen de la fusión de dos tribus guerreras, los huacras y los chucos; que se unieron para defenderse al constante ataque de los cholonos, estos últimos han dejado huellas del lugar donde afilaban sus flechas en el lugar denominado Afilanga, ubicada a una altura de 4000 msnm a 1 km de la laguna Chinchaycocha». Y también de los relatos escritos por el cronista Garcilaso de la Vega en su conocida obra Los comentarios reales de los incas [1973:314], en la que hace referencia sobre la nación de los huacrachucos: «Antes de la provincia Chachapuya hay otra que llaman Huacrachucu, es grande y asperísima de sitio, y de gente en extremo feroz y belicosa. Traen por divisa en la cabeza, o traían (que ya todo está confundido), un cordón negro de lana, con moscas blancas a trechos, y por plumaje una punta de cuerno de venado o de corzo o de gamo, por donde le llamaron huacrachucu que es tocado o sombrero de cuerno: llaman chucu al tocado de la cabeza, y huacra al cuerno.. Los huacrachucas adoraban culebras, antes que fuesen señoreados de ser los Incas, y las tenían pintadas por ídolos en sus templos y casas».
Evidencia de esto es un ceramio hallado en el anexo de Huachaj, esta rara y única pieza arqueológica representa la cara de una persona con un sombrero con dos cuernos que demuestra el poder y valentía de sus habitantes. Los Huacrachuco que se integraron por la influencia de las civilizaciones vecinas como los Huánucos, los Chachapoyas o Chavín de Huantar, se ubicaron en el paraje conocido como “Pueblo Viejo” (su primer asentamiento) pero en épocas sangrientas y las invasiones por parte de los Colonos, tuvieron la necesidad de buscar otros lugares, para finalmente establecerse en tierras fértiles (valle de los cedros) junto a la margen de un río, que después se llamó Huacrachuco al igual que el poblado.

### Incaico
El Inca Túpac Yupanqui en su avance al Norte en busca de los Chachapuyas sojuzgó a varios territorios entre ellos el de los huacrachucos, cuyos guerreros después de oponer una tenaz y obstinada resistencia terminaron anexados al imperio del Tawantinsuyo. En dicha comarca el soberano inca estableció un nuevo orden, social, económico y administrativo. Los huacrachucos pudieron asimilarse con facilidad al nuevo sistema incario.

### Virreinato
Durante la época colonial, antiguo territorio de Marañón perteneció al corregimiento de Huamalíes, siendo su primer encomendero el capitán Gonzalo de Guzmán (1548) con una población de 500 indios. Según la Revista Histórica del Perú en 1572, el Virrey Francisco de Toledo encomendó el repartimiento de Huacrachuco a Francisco de Valverde y durante el período de 1578 y 1583 el encargado de dicho repartimiento fue el capitán Juan de la Reinaga. A partir de 1586, siendo el Virrey Fernando de Torres y Portugal, el pueblo de Santo Domingo de Huacrachuco era cabeza de parroquia con sus anexos: San Sebastián de Yamos, Quirín y un obraje; en 1593 en él fue párroco de esta Doctrina Fray Fernando de Mendoza. El proceso de mestizaje y transculturación por estos lugares se dio en menor incidencia que en los demás sitios del territorio patrio. La situación del nativo poblador era de absoluta mansedumbre frente a los nuevos inmigrantes, que mayormente desplazaron a los autóctonos a lugares circundantes de la ciudad, en donde ha enraizado el patrimonio de su raza y de su cultura.

### Independencia y República
En los inicios de la época república, Marañón perteneció al departamento de Huaylas según el reglamento provisional del 12 de febrero de 1821, expedido en Huaura por el protector José de San Martín; posteriormente el Congreso Constituyente dictó la ley del 4 de noviembre de 1823, que decreta unir a los departamentos de Huaylas y Tarma en un uno solo, bajo la denominación de departamento de Huánuco en el quedó incorporada la provincia de Marañón. Por decreto del 13 de septiembre de 1825, se le cambió el nombre al departamento de Huánuco por el de Junín. Por decreto del 10 de octubre de 1836, volvió a dividirse en dos departamentos: Junín y Huaylas. Junín con su capital la ciudad de Huánuco y varias provincias entre ellas Huamalíes, a la que pertenecía Huacrachuco como su distrito. Por el decreto del 29 de enero de 1867, se separa Huánuco del departamento de Junín, originándose en Provincia Litoral; la ley del 24 de enero de 1869, separa a las provincias de Huánuco y Huamalíes del departamento de Junín, formando ellos el departamento fluvial de Huánuco.

### SigloXX
Se creó como provincia por Ley n.º 1595, del 21 de octubre de 1912:

“El Presidente de la República. Por cuanto: el Congreso ha dado la Ley siguiente: El Congreso de la República Peruana. Ha dado la Ley siguiente: Art.1º.- Créase en el Departamento de Huánuco, la provincia de Marañón, compuesta de los distritos de Huacrachuco, Pinra, Huacaybamba y Cholón, cuya capital será la villa de Huacrachuco o Marañón. Art.2º.- Las capitales de los distritos de Huacrachuco y Huacaybamba, serán las poblaciones del mismo nombre; la de Pinra será el pueblo de San Pedro de Chonta. Art.3º.-Los linderos de esta Provincia serán: por el O., el río Marañón, por el N., el río Anchic, la cadena de cerros de Malliz, que separa los valles de Tocache y Chontayacu hasta la naciente del río Crisnejas y siguiendo este río hasta su boca en el Chontayacu y de aquí una línea recta a la boca del río Frejol en el Huallaga; por el Oriente el citado río Huallaga y por el S., el río Magdalena, la cadena de cerros de Huánuco y las quebradas de Garash y Quinuaragra. Art.4º.- Los linderos de los Distritos de Huacrachuco, Pinra y Huacaybamba, serán los mismos que actualmente tienen, quedando separados del Cholón por la cadena central de los Andes. - Comuníquese al Poder Ejecutivo, para que disponga lo necesario a su cumplimiento. - Dada en la sala de sesiones del Congreso, en Lima, a los 12 días de octubre de 1912. - Rafael Villanueva, Presidente del Senado. - J. de D. Salazar O., Presidente de la Cámara de Diputados. - Edmundo Montesinos, Secretario del Senado. - Julio Abel Rasgada, Diputado Secretario. - Al excmo. Sr. Presidente de la República. Por tanto: mando se imprima, publique, circule y se le dé el debido cumplimiento. Dado en la casa de Gobierno, en Lima a los 21 días del mes de octubre de 1912. - Guillermo E. Billinghurst Angulo”

Por Ley 24340, de 7 de noviembre de 1985, una parte de su territorio de Marañón se desmembró al crearse la nueva provincia de Huacaybamba; quedando la provincia de Marañón con sus distritos:
1. Huacrachuco, su capital Huacrachuco;
2. Cholón, con su capital San Pedro de Chonta;
3. San Buenaventura, su capital San Buenaventura.
Después pasaría a formar parte de la región Andrés Avelino Cáceres al crearse por Ley n.º 25020, del 14 de abril de 1989. Luego de la consulta popular del 29 de septiembre de 1989, la provincia de Marañón se desligó del departamento de Huánuco y mediante la ley orgánica de 1989 se integró al departamento de Áncash, que integraba la Región Chavín; y posteriormente con Ley n.º 26922, Ley Marco de Descentralización en 1998 (gobierno de Alberto Fujimori ), Marañón retorna a integrar el departamento de Huánuco.

## Geografía

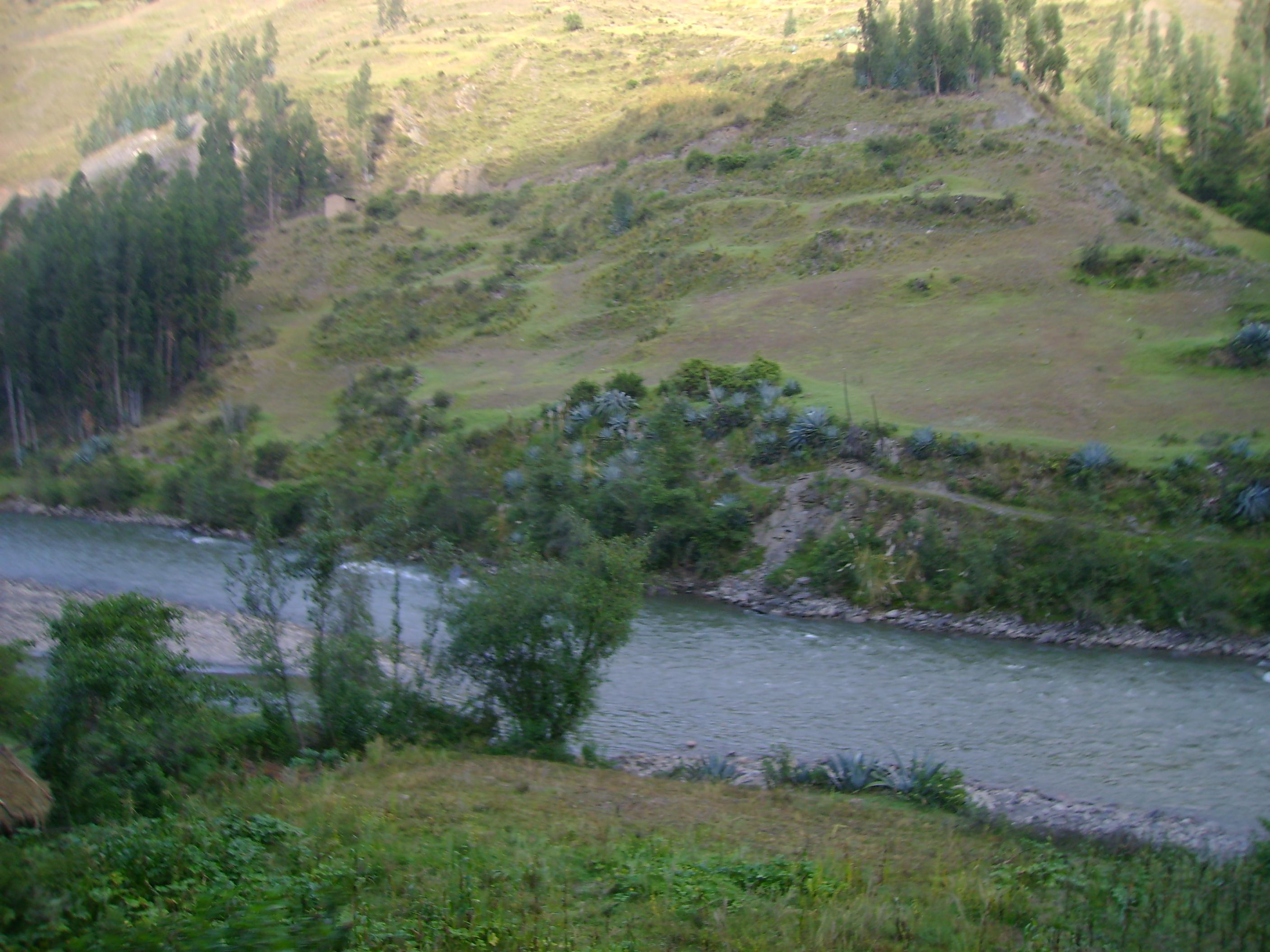

Su ámbito geográfico abarca desde la margen derecha del río Marañón (valle Interandino), hasta la margen izquierda del río Huallaga, en la selva alta y entre los flancos occidental y oriental de la cadena central de la Andes del Norte; desde el río Anchic, hasta la quebrada de Quinuaragra; desde el río Magdalena hasta el río Fríjol, desde cuya desembocadura empieza el límite entre las regiones de San Martín y Huánuco.
Su relieve presenta características morfoestructurales propias de la Sierra y de Selva Alta, conformado por pisos bajos de los valles interandinos, lomeríos, pampas, pendientes y flancos de estribaciones que avanzan sobre una superficie de ceja de selva. A lo largo y ancho del suelo marañonense, aparece un panorama de diversos y atractivos paisajes, presentando una fisonomía impresionante y mágica, en que resaltan los celajes y el azul andino singular de su cielo .
Marañón manifiesta 10 áreas geológicas: Carbonífero Inferior – Continental, Carbonífero Superior Pérmico, Cretácico Inferior - Marino Continental, Cretácico Inferior Superior – Volcánico Sedimentario, Cuaternario Holoceno – Continental, Neógeno Cuaternario – Continental, Paleozoico Inferior – Granodiorita Granito, Plutones Tardihercénicos, Precámbrico y Triásico Superior Jurásico Inferior – Marino. Asimismo existen 13 zonas de vida: Estepa Espinosa Montano Bajo Tropical, Bosque Seco Montano Bajo Tropical, Bosque Húmedo Montano Tropical, Páramo Muy Húmedo Subalpino Tropical, Páramo Pluvial Subalpino Tropical, Desierto Perárido Montano Bajo Subtropical, Bosque Muy Húmedo Montano Tropical, Bosque Pluvial Montano Tropical, Tundra Pluvial Alpino Tropical, Desierto Disecado Subtropical, Bosque Pluvial Montano Bajo Tropical, Bosque Muy Húmedo Premontano Tropical y Bosque Pluvial Premontano Tropical.

### Hidrografía
El sistema hidrográfico de la provincia, está configurado por el vínculo hidrográfico Marañón-Huallaga, a cuyos cauces vierten sus aguas todos los ríos que discurren por suelo marañonense:
- 1. Cuenca Hidrográfica del Río Marañón: Acotambo, Huacrachuco, Huaylas, etc.
- 2. Cuenca Hidrográfica del Río Huallaga: Aurechico, Azul, Chontayacu, Fríjol, Huallaga, Huamuco, Magdalena, Megate, Santa Martha, Tingo Grande, Uchiza, Yanajanca, entre otros.

En cuanto a sus lagunas, mencionamos a Asiaq, Chinchaycocha, Ushuraq, Tres Lagunas, Megate, Mancacocha, Munqui y Puaq.

## Climatología
La provincia posee un clima variado, que va desde las condiciones semitropicales localizadas en los valles a orillas del río Marañón y del río Huacrachuco, luego se pasa de los climas templado-secos a los más fríos, que prevalecen sobre las cumbres del nevado Acotambo, Antaquero y Portachuelo. Posee una temperatura media de 18 °C, con máximo de 28 °C y un mínimo medio de 7 °C. Según el mapa forestal, exhibe las siguientes zonas: el Bosque Húmedo de Montañas, Bosque Seco de Valles Interandinos, Matorral Húmedo, Matorral Subhúmedo, Pajonal y Áreas Deforestadas. En cuanto a las pisos ecológicos recogidos de la cultura andina por Javier Pulgar Vidal, la provincia presenta 4 pisos latitudinales: 1) Yunga Fluvial, ubicado en el flanco oriental de la Cordillera Central, compuesto por valles de cierta amplitud, aunque la mayor parte está cubierta de laderas que permiten la agricultura; 2) Quechua, entre el flanco oriental y occidental de la Cordillera Central, caracterizado por sus amplios valles con cumbres que actúan como separadores fluviales; 3) Suni, valles estrechos de vertientes inclinadas a los relieves suaves, las temperaturas presentan una marcada diferencia entre el día y la noche; 4) Rupa-rupa, las cadenas de montañas encierran valles poco anchos pero de gran longitud, altas terrazas erosionadas; aparecen también como un relieve de cumbres redondeadas.

## División administrativa
La provincia tiene una extensión de 4801,50 km², representado el 13,02 % correspondiente a la superficie integral de la región y se divide en cinco distritos. Su clave de ubigeo provincial es el n.º 1007.
1. Huacrachuco
2. Cholón
3. La Morada[2]
4. San Buenaventura
5. Santa Rosa de Alto Yanajanca[3]

## Capital
La capital de la provincia es la villa de Huacrachuco

## Población
La provincia tiene una población aproximada de 23 000 habitantes. Los pueblos que conforman la provincia de Marañón, confrontó en algún tiempo el fenómeno migratorio con mayor incidencia. Muchas familias emigraron a ciudades más importantes del país como Lima, Trujillo, Chimbote, Huánuco, etc. Actualmente el vertiginoso crecimiento de la población frente a décadas atrás constituye el factor determinante en su evolución demográfica. La población total de la provincia, según la proyección de 2002 del INEI, es de 24 511 habitantes.

## Autoridades

### Regionales
- Consejero regional
  - 2019-2022:[4] Johann Aguirre Caldas (Solidaridad Nacional)

### Municipales
- 2019-2022[4]
  - Alcalde: Hipólito Aguirre Vega, de Avanza País - Partido de Integración Social.
  - Regidores:

  1. Israel Viera Romero (Avanza País - Partido de Integración Social)
  2. Arecio Valdemar Aranda Reyes (Avanza País - Partido de Integración Social)
  3. Rosalía López Carrera (Avanza País - Partido de Integración Social)
  4. Azarías Medina Calvo (Avanza País - Partido de Integración Social)
  5. Mario Tirapo Domínguez (Avanza País - Partido de Integración Social)
  6. Pedro Claver Villanueva Payajo (Solidaridad Nacional)
  7. Elio Vicente Ponte Salcedo (Alianza para el Progreso)

### Policiales
- Comisario: Mayor PNP

## Economía
La provincia de Marañón sustenta su economía especialmente en la agricultura y la ganadería.

### Agricultura
La agricultura está orientada a la siembra y cosecha de productos como: papa, arracacha, trigo, cebada, maíz, haba, caña de azúcar, olluco, oca, soya, quinua, coca, café, cacao, algodón, arvejas, yuca, plátano, chirimoya, maní, paltas, zapallo, fréjol, calabaza, garbanzo, caigua, hortalizas, cítricos, palma aceitera, etc. Casi toda la producción está destinada al autoconsumo y en poca proporción a la comercialización con otros mercados fuera de la zona, esto sucede por la carencia de sistemas de vías de comunicación y medios adecuados de transporte. La provincia cuenta con 750,000 hectáreas de tierras de cultivo, muchas de estas no cuentan con un buen sistema de riego, por lo que espera a la aprobación de muchos proyectos de canales de Irrigación presentando a la institución gubernamental de FONCODES para su financiamiento económico de dicha obra; y mientras tanto la explotación agrícola será temporal únicamente aprovechando las precipitaciones pluviales. Asimismo, presenta los siguientes problemas de manejo de suelos, alta acidez y deficiencia de nutrimentos, control de la erosión.

### Ganadería
La ganadería de la zona mantiene una actividad tradicional primaria y está dedicada mayormente a la crianza de animales como la bovina, ovina, lanar, caprina, caballar, porcino, etc. También abundan las aves de corral. Como en toda zona rural la ganadería es una actividad tradicional dentro del área de estudio. Las grandes extensiones de terreno cubiertos de pastos naturales permiten satisfacer la vocación de los campesinos a la crianza de animales mayores. Debido a los factores que limitan la producción pecuaria, (vías de comunicación) actualmente hay fuerte degradación de las pasturas, las que han sido invadidas por la maleza ante el abandono del predio. Se considera que por efectos de la carretera y apoyados en una política crediticia adecuada, con un reordenamiento de la tenencia de la tierra y el apoyo técnico suficiente, se procederá a una incorporación paulatina de pastos llegando al 40 % de las áreas disponibles.

### Minería
La minería en la zona de influencia del Proyecto no está desarrollada justamente por la falta de vías de transporte. Solamente destacamos la Mina El Levante (Acotambo), que se ubica a aproximadamente 25 km al sur de Huacrachuco. Comenzó a producir en 1973 con 3.3 mil TM/año – netas de concentrado de cobre y en 1975 estaba produciendo 966 TM por año. Actualmente ha paralizado sus operaciones. No se tiene conocimiento de su ley mineral ni de su potencial. Sin embargo, se le estima una posible producción de 60 mil TM al año. La provincia tiene yacimientos de cobre, zinc, piedra caliza, arena y pepitas de oro en los lavaderos de sus ríos. En cuanto a artesanía se confecciona: objetos de cuero repujado, mantas, ponchos, correas de cuero, fajas, bayetas, esteras, hamacas, dardos envenenados, arcos, flechas, cestos, seretas. Se realiza también tala de árboles, sirviendo la madera para la ebanistería y construcciones de casas.

## Flora y fauna
Entre su vegetación silvestre están: aliso, árbol de pan, arracacha, barbasco, bolaina, cabuya, cantuta, caucho, cedro, chuchuhuasi, gongapa, huampo, huarango, molle, muña, orquídeas, palo de sangre, palorosa, pichu, quishuar, retama, sábila, saúco, tamshi tara, taya taya, yerba santa, etc. También se produce: caihua, calabaza, cebada, granadilla, lúcuma, maíz, coca, algodón , maní, olluco, papa, palta, papaya, plátano, trigo, yuca, entre otros. Su fauna engloba, Mamíferos: añuje, carachupa, chinchilla, gato montés, majaz, maquisapa, muca, sachavaca, venado, vizcacha, zorro, zorrino, etc. Aves:
pájaro carpintero, dominico, qarqa, gavilán, gorrión, guácharo, halcón, loro machaco, paujil, picaflor, zorzal, etc. Reptiles: caimán, iguana, shushupe, etc. Peces: capcha, bagre, boquichico, yulilla, etc.

## Aspecto vial
Las rutas de acceso y de unificación al territorio de Marañón, son por carreteras afirmadas y otras se encuentran en proyecto de construcción. La longitud del sendero carrozable de la villa de Huacrachuco con la ciudad de Huánuco es de 358 km . La ruta de ingreso local parte desde el pueblo de Tantamayo, pasando por la provincia de Huacaybamba, el poblado de Upagollpa, hasta llegar a Huacrachuco con 143 km de recorrido, y con la capital del distrito de Cholón llega a 146 km . La capital de distrito San Buenaventura tiene una distancia de 23 km con la capital provincial, y de 15 km con San Pedro de Chonta.

## Atractivos turísticos
La asombrosa provincia de Marañón, Cuna de los Huacrachucos y los Cholones, ostenta una extraordinaria cantidad de recursos naturales y culturales, que lo convierte en uno de los destinos turísticos más importantes de la región Huánuco. Se puede disfrutar del turismo ecológico, visitando bellísimos paisajes que ofrece cada distrito: montañas, llanuras, altiplanicies, valles, ríos, lagunas, lagunillas y una naturaleza inescrutable; toda una enorme variedad de atractivos que se pueden acceder siguiendo la ruta más corta: Lima, Callejón de Huaylas, Sihuas y Huacrachuco. Durante el viaje se podrá disfrutar de la gran diversidad de paisajes naturales que existen, observar de flora silvestre y fauna abundante y especialmente visitar algunos vestigios arqueológicos culturales del pasado ancestral, que se ubican en las cercanías del ámbito lugareño. Asimismo, practicar deportes de aventura como: Bicicleta de montaña, saltos de ala delta y parapente, canotaje, escalada en roca, etc. Otras actividades que también pueden realizarse son: senderismo, paseo a caballo, baños naturales. Asimismo, practicar turismo sustentable y turismo rural, participando en las tareas rurales, degustando de la gastronomía típica tradicional en la que destacan el picante de cuy, la pachamanca, el escabeche de gallina, chicharrones con mote, locro de papas, beber la rica y sabrosa chicha de jora, etc. y adentrarse especialmente al conocimiento de las costumbres y tradiciones de sus habitantes. No obstante, existen algunos hechos que dificultan generar y proporcionar una amplia oferta de buena calidad al sector turismo.

### Ucurragra (Piedra con Hueco)
Distante a 8 km de la ciudad de Huacrachuco, lugar en que se aprecian las dos campanas, para visitar este lugar es necesario disponer de por lo menos seis horas.

### Vista panorámica de la laguna de Chinchaycocha
Encantador paraje que convoca a la práctica de la pesca deportiva y la caza de patos silvestres (visita Afilanga y Portachuelo)

### Legendario Uruarumi
Macizo rocoso legendario, visto desde diferentes provincias vecinas, ha motivado un cofre de leyendas entre los pobladores de Marañón.